# Kapelle der Agia Kori

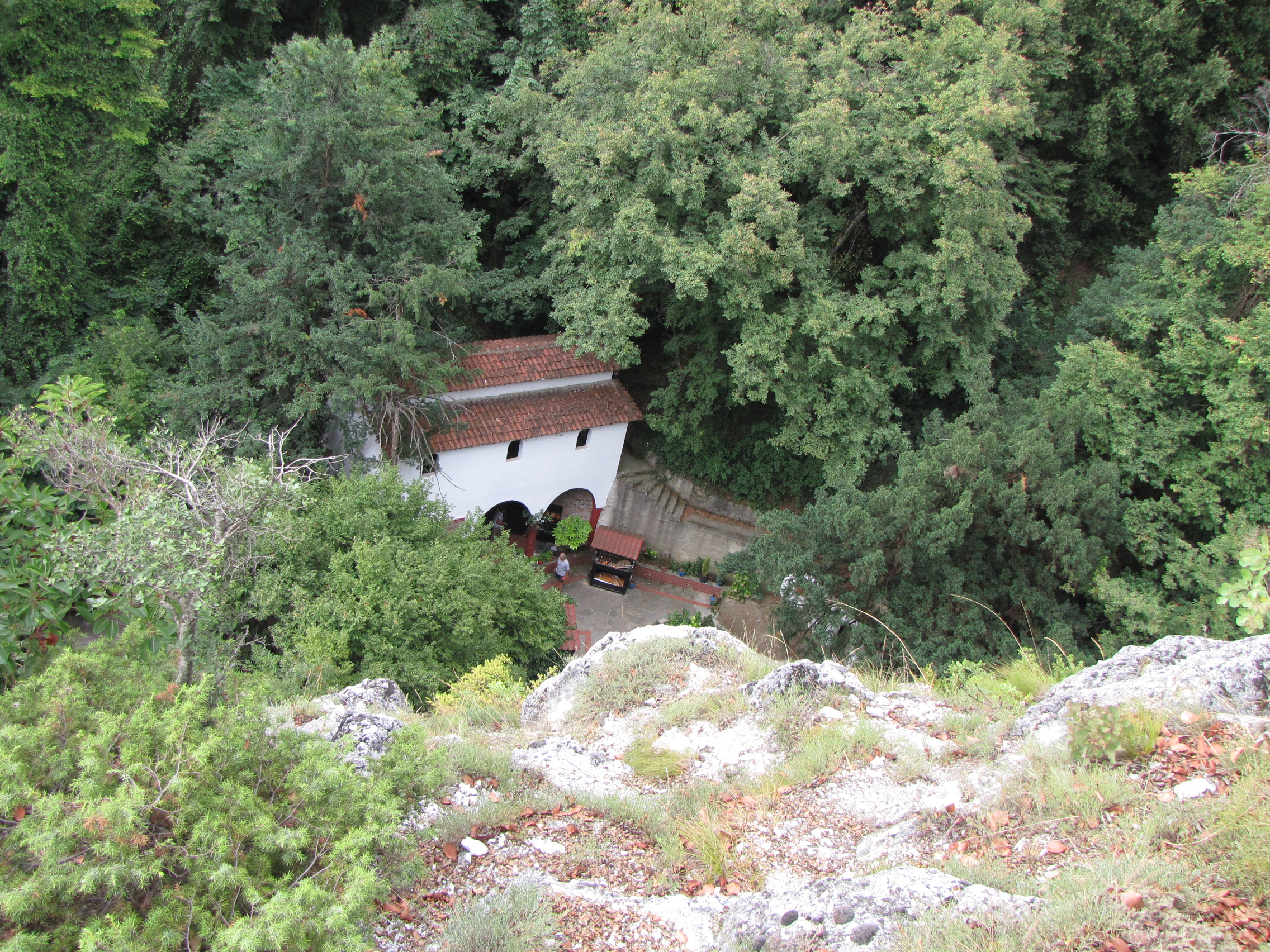
Kapelle der Agia Kori

Die Kapelle der Agia Kori (griechisch Αγία Κόρη „heiliges Mädchen“) liegt an einem Bach in einer Schlucht am nordöstlichen Rand des Gebirges Olymp.

## Lage

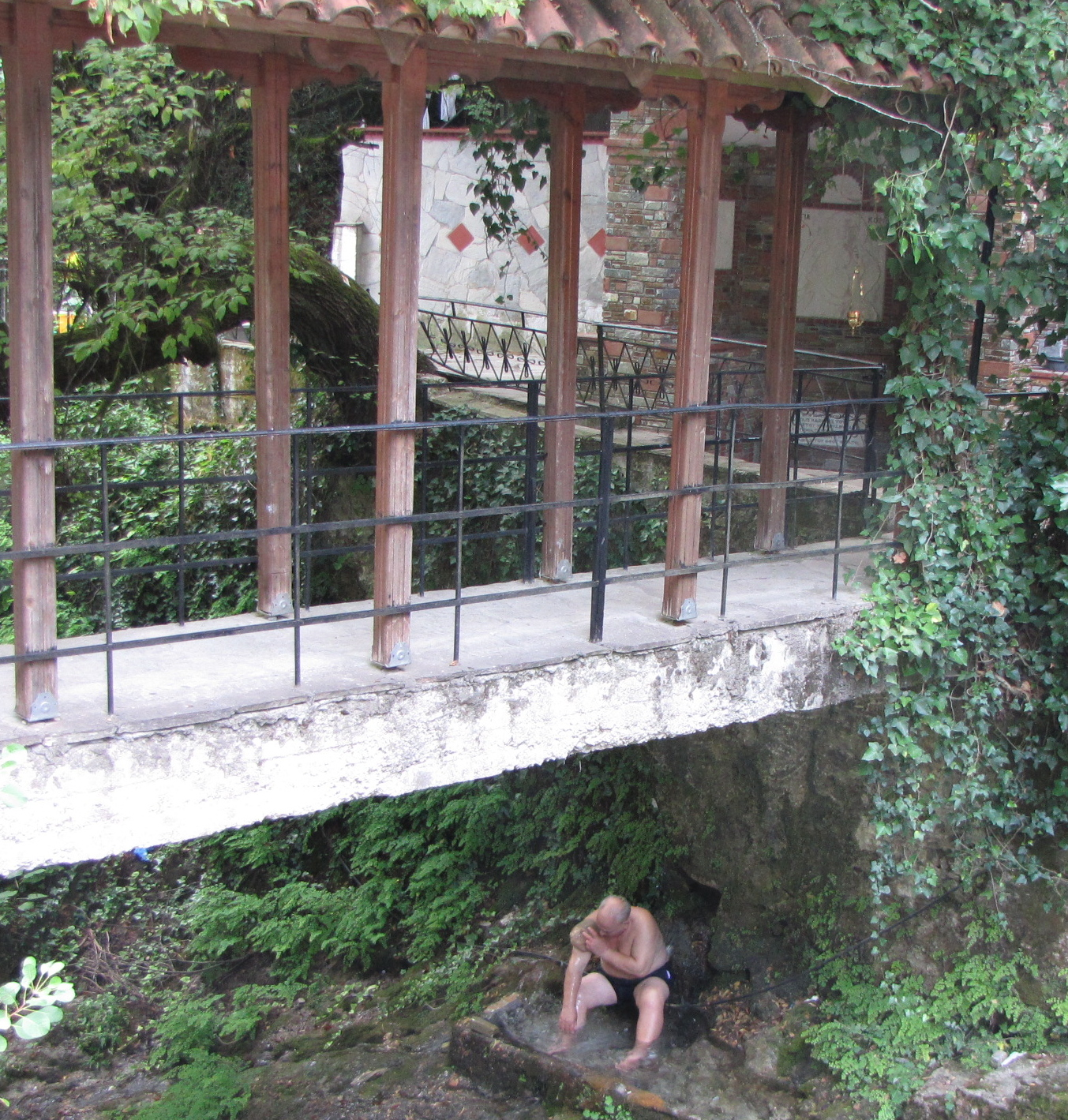
Agia Kori, Waschung

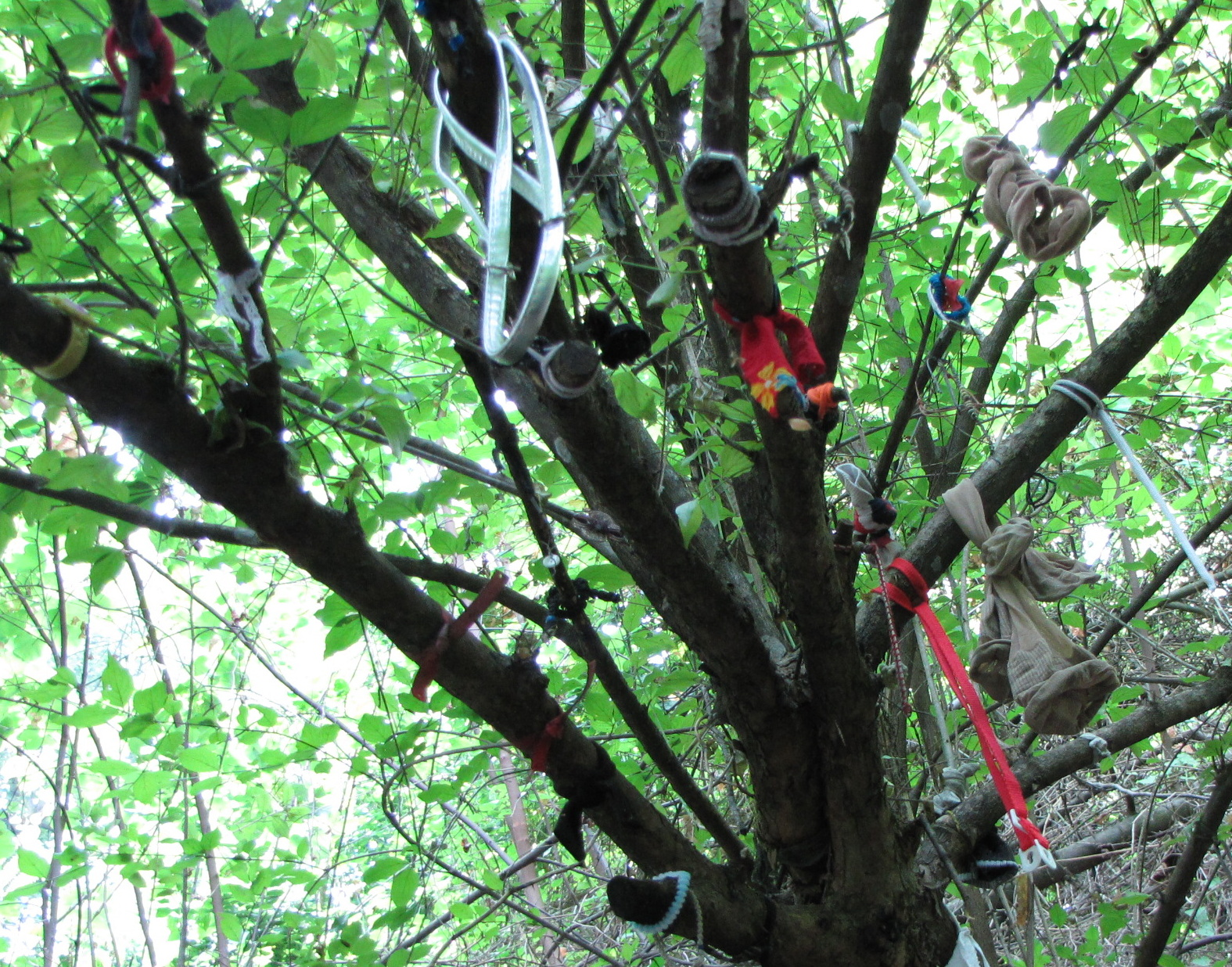
Agia Kori, Devotionalien

Vier Kilometer südwestlich der Ortschaft Vrondou und rund 14 Kilometer südwestlich von der Kreisstadt Katerini. Man erreicht die Kapelle nur zu Fuß über eine Treppe (rund 170 Stufen), die hinab in die Schlucht führt.

## Die Legende
Das heilige Mädchen stammte aus den Zagorochoria, den abgeschiedenen Dörfern in der Gegend von Ioannina. Die Geschichte nahm ihren Anfang zwischen 1790 und 1810, zur Zeit der osmanischen Herrschaft unter Ali Pascha. Er verliebte sich in sie und wollte sie seinem Harem zuführen. Da sie eine gläubige Christin war und sie im Falle einer Hochzeit zum moslemischen Glauben hätte konvertieren müssen, kam für sie eine Verbindung mit einem Moslem nicht in Frage. Der Bräutigam in spe beschloss, seine Zukünftige von Soldaten gewaltsam aus ihrem Elternhaus holen zu lassen. Ein Soldat warnte das Mädchen und sie floh bis an den Olymp in das Dorf Vrondou. Sie nannte niemandem ihren Namen, da sie fürchtete, dass ihre Häscher ihren Zufluchtsort erfahren könnten. Sie lebte einige Monate in dem Dorf, bis der örtliche Befehlshaber auf sie aufmerksam wurde. Er meldete seine Entdeckung nach Ioannina und man schickte Soldaten, um sie zu holen.
Sie erfuhr rechtzeitig davon und kletterte in eine Schlucht in der Nähe des Dorfes. Ihren Verfolgern sagte man, dass sie hinuntergestürzt sei, woraufhin diese nach Ioannina zurückkehrten. Aus Angst vor neuer Entdeckung blieb sie in der Schlucht und lebte dort in einer kleinen Höhle. Gelegentlich wurde ihr von Hirten etwas Brot und Käse herunter gelassen, ansonsten musste sie sich mit dem begnügen, was die Natur ihr bot. So lebte sie dort einige Zeit, bis es eines Tages kein Lebenszeichen mehr von ihr gab. Später stiegen Holzfäller in die Schlucht hinab und fanden dort ein unversehrtes Skelett, das eine Ikone umarmte. Sie erinnerten sich an das Mädchen, welches sich hier versteckt hatte, und befanden, dass es ihr Skelett sein musste. Als sie ein Grab aushoben um ihre Überreste zu bestatten, entsprang dieser Stelle eine Quelle. Auf ihrem Grab errichteten die Holzfäller eine kleine Kapelle, die sie mit der Ikone schmückten, die das Mädchen bis zuletzt umarmt hielt. An Stelle der heutigen Brücke führten damals zwei Baumstämme über den Bach. Da der sich Glaube an wundersame Heilungen des Mädchens in der Bevölkerung festigte und ihr viele Wunder zugeschrieben wurden, wuchs der Kreis der Gläubigen, die ihre Hilfe suchten.

## Heutige Bedeutung
Das Wasser der Quelle gilt als heilig, ihm wird heilende Wirkung nachgesagt. Das Wasser wird sowohl getrunken, als auch für Waschungen verwendet. Gläubige, die Heilung für ein krankes Mädchen suchen, pilgern zur Kapelle. Sie beten für die Heilung der Erkrankten und binden von dem Mädchen getragene Textilien oder Schmuck an die Büsche in der Nähe der Kapelle.
Agia Kori ist keine offizielle Heilige der Griechisch-Orthodoxen Kirche.